# Найсе-Мальксеталь
Найсе-Мальксеталь (нем. Neiße-Malxetal) — община в Германии, в земле Бранденбург.
Входит в состав района Шпре-Найсе. Подчиняется управлению Дёберн-Ланд. Население составляет 1799 человек (на 31 декабря 2010 года). Занимает площадь 82,57 км².
Коммуна подразделяется на 5 сельских округов.
Официальным языком в населённом пункте, помимо немецкого, является лужицкий.
| Год  | Население |
| ---- | --------- |
| 2005 | 1910      |
| 2010 | 1799      |